# 42772 Kokotanekova
42772 Kokotanekova este o planetă minoră (asteroid), cu un diametru de 6,554 km, din centura de asteroizi. A fost descoperită pe 14 octombrie 1998 la Stația Anderson Mesa de Lowell Observatory Near-Earth-Object Search și a fost numită după Rosita Kokotanekova⁠(d). 
Obiectul prezintă o orbită caracterizată de o semiaxă mare de 3,1017734857826 UAi, o excentricitate de 0,15240856843853, o înclinație de 5,9375081410585 ° în raport cu ecliptica.